# 雅各布·福尔哈德
雅各布·福尔哈德（德語：Jacob Volhard，1834年6月4日—1910年1月14日）是一位德国化学家，他和他的学生雨果·埃德曼一同发现了Volhard–Erdmann环化反应，他也曾改良过赫尔－乌尔哈－泽林斯基反应。